# ماريون ماك
ماريون ماك (بالإنجليزية: Marion Mack)‏ هي كاتبة سيناريو وممثلة أمريكية، ولدت في 8 أبريل 1902 في الولايات المتحدة، وتوفيت بنفس المكان في 1 مايو 1989.

## أعمال

### أفلام
- (1926) الجنرال

## وصلات خارجية
- ماريون ماك على موقع IMDb (الإنجليزية)
- ماريون ماك على موقع IMDb (الإنجليزية)
- ماريون ماك على موقع الموسوعة البريطانية (الإنجليزية)
- ماريون ماك على موقع ألو سيني (الفرنسية)
- ماريون ماك على موقع أول موفي (الإنجليزية)
- ماريون ماك على موقع قاعدة بيانات الأفلام السويدية (السويدية)
- ماريون ماك على موقع قاعدة بيانات الفيلم (الإنجليزية)
- ماريون ماك على موقع كينوبويسك (الروسية)